# L'abito non fa il monaco
L'abito non fa il monaco è un proverbio italiano, che tuttavia è presente anche in altre lingue.

## Significato
L'espressione invita a diffidare delle apparenze, non di rado ingannevoli, nel giudicare una persona, evitando quindi di esprimere valutazioni precipitose e superficiali sul conto di qualcuno. Spesso le persone non sono come appaiono a prima vista, anzi molte volte sono l'opposto.

## Utilizzi
Nel diciannovesimo capitolo dei Promessi sposi il Conte zio, rivolgendosi al Padre provinciale che aveva difeso Fra Cristoforo e "la gloria dell'abito", capace di far sì "che un uomo, il quale al secolo ha potuto far dir di sé, con questo indosso diventi un altro", risponde: "Vorrei crederlo; ma alle volte, come dice il proverbio...l'abito non fa il monaco". Chiosa a questo punto Manzoni: "Il proverbio non veniva in taglio esattamente; ma il conte l'aveva sostituito in fretta a un altro che gli era venuto sulla punta della lingua: il lupo perde il pelo ma non il vizio".

## Equivalenti in altre lingue
francese
- L'habit ne fait pas le moine

portoghese
- O hábito não faz o monge

inglese
- don't judge a book by its cover

latino
- Barba non facit philosophum

## Nella Bibbia
Un'affermazione di significato contrario si trova in Siracide 19:25-27:
Il vestito di un uomo, la bocca sorridente e la sua andatura rivelano quello che è.»
(Libro del Siracide, cap. 19, vv. 25-27)